# Country Walk, Florida
Country Walk är en ort (CDP) i Miami-Dade County, i delstaten Florida, USA. Enligt United States Census Bureau har orten en folkmängd på 15 997 invånare (2010) och en landarea på 6,7 km².